# Condado de Nantes
El condado de Nantes fue parte de la marca de Bretaña establecida por los reyes francos en la frontera de la Bretaña independiente. Durante la primera mitad del siglo VIII, los obispos de Nantes (Agathée y sus tres sucesores: Amelon, Saint Émilien y Salvius) acumularon el título de «conde de Nantes». La marca de Bretaña fue completamente conquistada por Nominoë en 851 con el Tratado de Angers. Salomón de Bretaña, con sus conquistas, amplió los límites territoriales de Bretaña hasta su máxima expansión sobre los ríos Sarthe, la Vire y Maine.  Pero debilitada por los ataques vikingos y francos, Bretaña se replegó a sus bastiones bretones. ´
Entre 914 y 919, Nantes fue puesta bajo la protección del conde de Anjou mientras permanecía de jure bretona frente a las amenazas vikingas. A pesar de esto, Nantes fue ocupada por los vikingos desde 919 hasta 937 antes de ser reconquistada por Alano II de Bretaña. El Pays Nantais constituyó entonces un condado cuyos titulares disputaron el título de duque de Bretaña a los condes de Rennes. En esa lucha por el poder, Nantes y Rennes recibieron el apoyo de sus respectivos aliados, la casa de Blois a favor de Rennes y la casa de Anjou de Nantes. Por matrimonio, Nantes pasó sucesivamente de la familia condal de Cornualles a la dinastía angevina de los Plantagenêt antes de incorporarse definitivamente al dominio de los duques de Bretaña en el siglo XIII.

## Cronología de los condes de Nantes

### Condes de Nantes, francos
- ?-778: Rolando, como prefecto de la marca bretona, protagonista de la Chanson de Roland
- después de 786-818: Guy de Nantes, prefecto de la marca de Bretaña, sucesor de Roland
- 818-831: Lamberto I de Nantes,  exiliado por Luis el Piadoso y reemplazado por Ricuin
- 831-841: Ricuin de Nantes, un comes  de Carlomagno y fidelis de Luis el Piadoso, , se opuso a Nominoe en la fundación de la abadía de Redon
- 841-843: Renaud de Herbauges, igualmente conde de Herbauge
- 843-846: Lamberto II de Nantes
- 846-849: Amaury de Nantes impuesto por Carlos el Calvo en oposición a Lamberto II
- 849-851: Lamberto II de Nantes (restaurado)

### Condes de Nantes (reino de Bretaña)
- 851-852: Erispoë
- 852-860: Salomón de Bretaña
- 861-866: Roberto el Fuerte, también conde de Anjou
- 866-?: Hugo de la marca Bretona
- ?-?: Enrique de la marca Bretona
- ?-?: Eudes, el futuro (887) Eudes de Francia, rey de Francia Occidental, como marqués de Neustria
- 886-896: Berengario II de Neustria como margrave de la marca Bretona, más tarde también conde de Rennes
- 896-911:
- 911-?: Robert, el futuro (922) Roberto I de Francia como marqués de Neustria
- 870-876: Pascweten
- 876-907: Alano I de Bretaña, rey de Bretaña, gobernó Nantes como rey de Bretaña hasta su muerte en 907

### Conde de Anjou
- 914-919: Foulques I el Roux, vizconde de Angers. Reconnu de jure conde de Anjou y de Nantes hasta Alano II de Bretaña, Barbetorte.[2]

### Ocupación vikinga del 914 al 938
- 907 - ca. 914: vacante
- 914-919: Ottar y Hroald
- 919-ca. 930: Rognväld, también conocido como Ragenold
  - 914-919:  Rognvaldr como líder de la flota de asalto del Loira desembarca en Nantes; el rey Gourmaelon muerto en batalla, el rey Roberto de Neustria continúa en conflicto con los invasores nórdicos..
  - 919: Robert cede Nantes a Rognvaldr, quien le cambia el nombre a Namsborg, hace las paces y acepta convertirse al cristianismo para poder quedarse con Bretaña.
  - 924: Rognvaldr arrasa las tierras entre el Sena y el Loira y luego Borgoña, pero finalmente es derrotado en Chalmont.
  - 927: Los francos lanzan otro intento fallido de retomar Nantes.
  - 930: Rognvaldr reina hasta su muerte.

- ca. 930-937: Hakom Rognvaldrsson, también conocido como Incon de Nantes
  - 930: Hakon Rognvaldrsson, conocido por los francos como Incon, líder nórdico después de la muerte de Rognvaldr, el rey Rodolfo de los francos derrota a Incon en Estress ese mismo año.
  - 931: Estalla la revuelta de los campesinos bretones y se mata a su líder Felecan.
  - 935: Incon aislado después de que William I Longsword de Normandía se reconcilia con los francos y los bretones exiliados comienzan a regresar de Gran Bretaña..
  - 936-938: Alano II de Bretaña, Barbetorte  regresa a Bretaña desde Inglaterra y se enfrenta a los nórdicos, Incon asesinado en la reconquista de Nantes en 937

### Condes de Nantes (ducado de Bretaña)
- 938-952: Alano II de Bretaña, Barbetorte, nieto de Alano I, rey de Bretaña, también duque de Bretaña
- 952-958: Drogo de Bretaña, su hijo
- 958-960: Fulco II de Anjou, hijo ilegítimo mayor de Alano Barbetorte
- 960-981: Hoël I de Nantes
- 981-988: Guérech de Nantes, hermano de Hoël
- 988-990: Alain III de Nantes
- 990-992: Conan I de Bretaña, conde de Nantes por conquista
- 992-994: Aimery de Thouars
- 992-1004: Judicaël de Nantes, hijo ilegítimo de Hoël
- 1004-1038: Budic de Nantes, hijo de Judicael
- 1038-1051: Mathias I de Nantes, hijo de Burdic
- 1051-1063: Judith de Nantes, tía de Matthew y hermana de Budic, (con su esposo Alain Canhiart)
- 1054-1084: Hoël II de Cornualles, su hijo, casado con Hawise, duquesa de Bretaña
- 1084-1103: Mathias II de Cornualles, , segundo hijo de Hoël y Hawise
- 1103-1112: Alain IV de Cornualles, hermano mayor de Matías, también duque de Bretaña
- 1112-1148: Conan II de Cornualles, hijo de Alano
- 1148-1156: Hoël III de Cornualles, hijo de Conan

### Dinastía de los Plantagenêts (ducado de Bretaña)
- 1156-1158: Godofredo VI de Anjou, devenido Godofredo I de Nantes, hermano menor de Enrique II de Inglaterra
- julio de 1158-septiembre de 1158: Conan III de Richemont (fils de Berthe de Bretaña et d'Alain le Noir, comte de Richemont), sobrino de Hoël III, tomó el condado y Nantes antes de devolverlo a Enrique de Inglaterra.
- 1158-1181: Enrique II Plantagenet, ganó el condado bajo su tratado con el duque de Bretaña.
- 1181-1186:  Godofredo II Plantagenêt devenido Godofredo II de Bretaña, cuarto hijo de Enrique II, casado con la hija de Conan, Constanza
- 1181-1201: Constanza de Bretaña, hija y heredera de Conan, casada con el hijo de Enrique II, Godofredo
- 1187-1203: Arturo Plantagenêt, devenido Arturo I de Bretaña, su hijo

El condado de Nantes se fusionó permanentemente en la corona ducal de Bretaña y, posteriormente, en la corona de Francia, a través de los descendientes de Constanza.